# Giovanni Giuseppe Cosattini
Giovanni Giuseppe Cosattini (Udine, 18 febbraio 1625 – Udine, 16 maggio 1699) è stato un pittore italiano, principalmente attivo a Udine e, dopo il 1688, a Vienna.

## Biografia

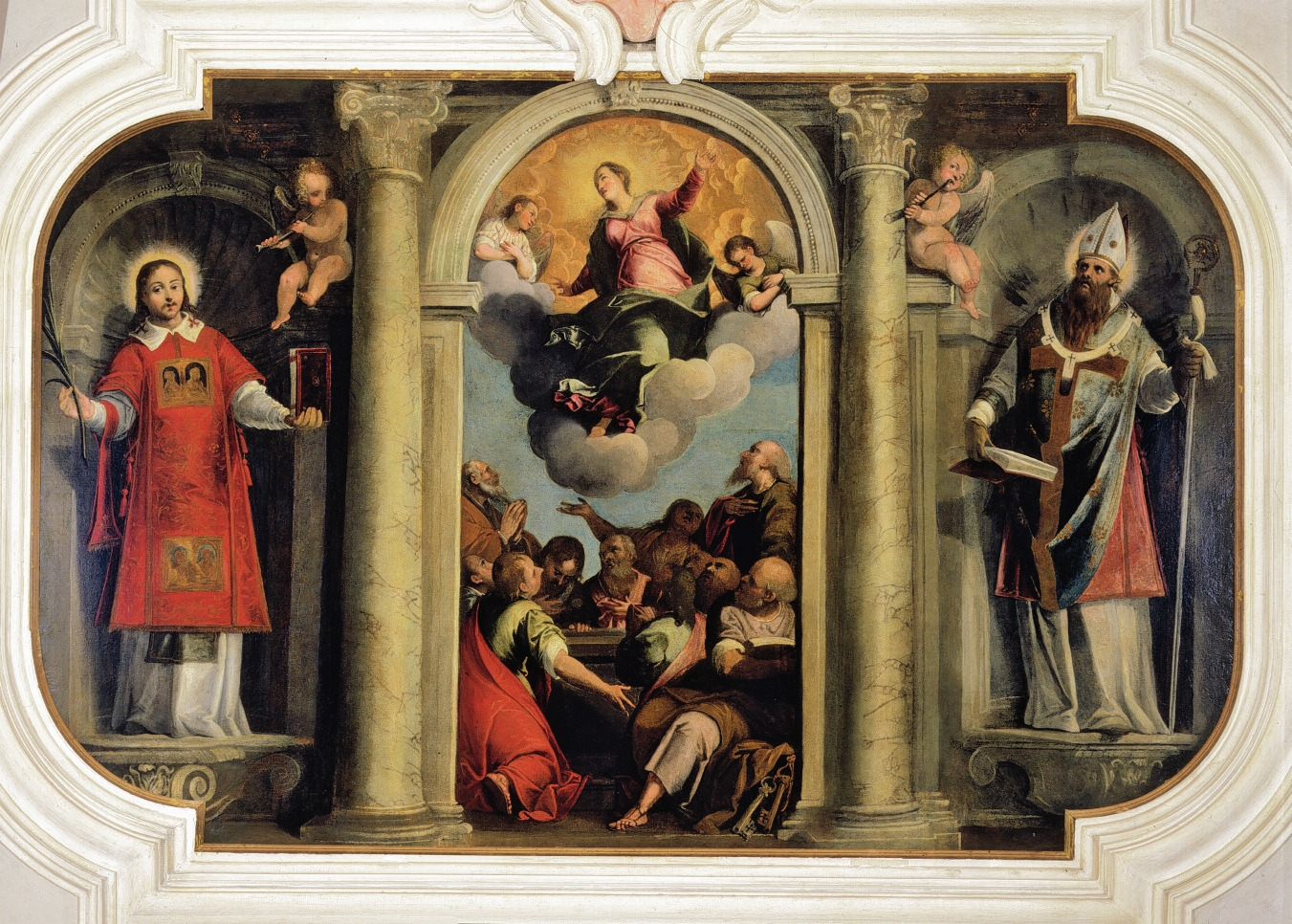
Pala dell'Assunzione, Chiesa della Carità alle Zitelle, Udine

Nato a Udine nei pressi della chiesa di San Cristoforo, divenne canonico di Aquileia nel 1654. Secondo quanto riportato da Joppi, fu discepolo del Padovanino. La prima documentazione in cui risulta attivo come pittore risale al 1655, quando lavorò per la chiesa di San Giovanni Battista dei Battuti di Spilimbergo.

### Opere
- Madonna con Bambino tra i Santi Andrea e Antonio da Padova, Ribis, 1655-1660 circa
- Annunciazione, Ribis, 1666
- Madonna con Bambino, Padre Eterno e angeli, Visco
- Pala della Madonna del Rosario con i Santi Pietro, Michele e Marco, Mereto di Capitolo
- Pala di San Rocco con San Valentino e San Sebastiano, cappella di san Rocco, Duomo di Maniago
- Estasi di San Francesco, cappella di san Rocco, Duomo di Maniago